# ホーリネス分裂事件
ホーリネス分裂事件（ホーリネスぶんれつじけん）は、1933年から1936年まで続いた日本ホーリネス教会内部の分裂事件である。

## 発端
1930年（昭和5年）に昭和のホーリネス・リバイバルが起こり、日本ホーリネス教会は活気に満ちていたが、中田重治監督の聖書解釈が独特のものに変化しつつあった。
1932年（昭和7年）、日本ホーリネス教会初代監督中田重治は淀橋教会で、「聖書より見たる日本」という連続講演を行い、これが翌年出版された。その内容は日本民族はシュメール、ヒッタイト、ユダヤの混血末裔であり、ヨハネの黙示録に登場する「活神（いけるかみ）の印を持ちて日出る処より登り来たる天使」こそは、日本民族の使命を預言したものであるとした。将来のキリストの再臨の時に、ユダヤ民族の回復がなされ、日本は満州・蒙古からトルキスタン、ペルシャを経てエルサレムまで鉄道を敷設し、イスラエル建国を支援すべきであり、そうすれば日本民族もその祝福にあずかるという主張をした。
この主張は再臨運動と日ユ同祖論の極論であり、小谷部全一郎の『日本及日本国民之起源』の影響を大きく受けている。
一方、再臨の切迫を説く主張は1933年になると、さらに大きくなり、1933年9月21日に再臨が起こる可能性を示唆した。中田は教職は個人伝道や教会形成をすることが優先事項ではなく、キリストの再臨とユダヤ民族の回復のための祈りが優先事項である主張した。この中田の主張の影響を受けた教職、信徒が増えた。しかし、米田豊を始め五教授たちは批判的であった。

## 臨時総会

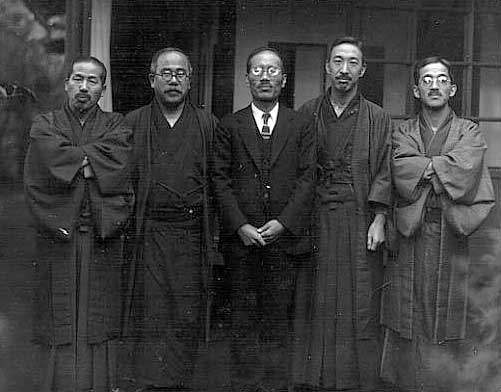
中田と対立した監督委員（左から、米田豊、一宮政吉、菅野鋭、小原十三司、車田秋次）

中田監督は1933年（昭和8年）9月22日、聖書学院の五教授（車田秋次、米田豊、小原十三司、一宮政吉、土屋顕一）に自分の方針に従って教えることを求める書簡を送った。それは、ホーリネス教団の運営方針を伝道中心ではなく、キリストの再臨とユダヤ民族の回復のための祈りに専念すべきというものであった。
5人の教授らは、この主張を従来のホーリネスの伝統的教理を否定するものとして拒否した。そして、事の是非を問うために、臨時総会を招集した。中田は最初招集を認めたが、後にこれを取り消し、臨時総会を非合法と見なし10月19日付けで、車田、小原、一宮、土屋を解任した。
25日に淀橋教会で臨時総会が開かれた。10月26日に信徒代議員酒井助作の発議によって中田の監督解職案が上程された。採決の結果、ほとんど全会一致で決議された。また、中田の前監督としての優遇を保障する付帯決議もなされた。
監督解職に伴い、それに変わる運営体制として、新しく委員会制度が設けられ、ホーリネス教会年則に付加させられた。それには『必要ありと認むる時は委員会を設けて監督職を代行す』と記されていた。そして、五人の委員を選ぶ選挙が行われ、委員会として、車田秋次、米田豊、小原十三司、一宮政吉、菅野鋭が選出され、以後この5人が指導者になった。
しかし、中田を支持していた者も半数近かったので、日本ホーリネス教会は中田側と委員側に分裂することになった。

10月27日、臨時総会夜、中田から委員に挨拶したいと電話をして、翌日に、淀橋教会で行われた委員側の教役者会に出席した。
その場で、監督としてではなく、一福音使として挨拶すると言い、信仰上の相違で別れるのだから、握手して別れたいと述べて、代表して車田と握手をした。10月27日の夜に、5人の委員と鈴木仙之助の6名が、中田邸を訪れて、共に祈り敵意なく別れた。
しかし、後に中田は臨時総会の合法性を承認せず、監督解職の方法は間違いであると主張した。そして、メソジスト教会の憲法を適用して、監督審判法で自分の立場を弁明した。11月2日号の機関紙で、臨時総会の非合法性を訴えたが、訴訟のための法的手続きは採らず、中田側はこの件に関して沈黙する声明を発した。
11月9日号の機関紙の「聖潔の試金石」で、この事件によって聖潔が試されることを記し、「弁明」では監督として、堂々と意見を発表すること、妻が監督を操っているという風評への弁明、金銭に関する潔白を弁明した。
桜庭駒五郎は11月23日号で、「常置委員に注意を促す」と記して、臨時総会を非合法とした。これを、監督側と委員側の双方で数回にわたり、この件に関する声明が出された。
そのような両者の対立を象徴する出来事として神田事件が起こった。

ついに、中田前監督側は、中田を罷免した臨時総会を無効とする民事訴訟を起こし、分裂事件が泥沼化してしまった。

## 和協分離
プロテスタントの各教団の代表らによって和解を求める緊急会議が結成されたが、解決を見なかった。中田は日本メソジスト教会の赤澤元造監督の邸に夫婦で行き、阿部義宗と吉崎俊雄、渡辺善太の立会いの元に、車田、菅野、米田、小原、一宮の委員側と面会を試みたが、それも未解決に終わった。
しかし、1935年（昭和15年）11月21日の機関紙では、条件次第では中田側が今回の訴訟を取り下げる用意があることを伝えた。
1935年3月5日に東京地方裁判所において赤木判事を中心として、和解談が始まった。1936年10月19日、ついに阿部義宗らメソジスト指導者、陸軍少将日匹信亮、クリスチャン政治家松山常次郎らの仲介によって中田と五教授は、歩み寄り和協覚書が成立した。ここで、両者がはっきり二つの群れに分かれることになった。ことをお互いに諒解し、和教分離という二つの組織が誕生することになった。
和協覚書では、旧名称の日本ホーリネス教会の名称を用いないという取り決めが為され、中田監督と車田師が署名した。中田派は中田を終身監督とする「きよめ教会」になり、五教授派は車田秋次を指導者として三人の監督代行により統率される、「日本聖教会」を名乗り、日本ホーリネス教会は二つに正式に分裂し、別個の組織になった。その後、両者は別々の道を歩む。
この分裂事件は、日本伝道隊、イエス・キリスト召会、聖書教会、自由メソジスト教会の関係者に強い衝撃を与えた。